# Екзорсистът (сериал)
„Екзорсистът“ или „Заклинателят“ е американски драматичен сериал на ужасите, чиято премиера е на 23 септември 2016 г.

## Резюме
Двама отци трябва да спасят семейство, което е тероризирано от зъл демон.

## Филм
Сериалът е продължение на събитията от едноименния филм от 1973 г.